# Piława Górna (gmina)

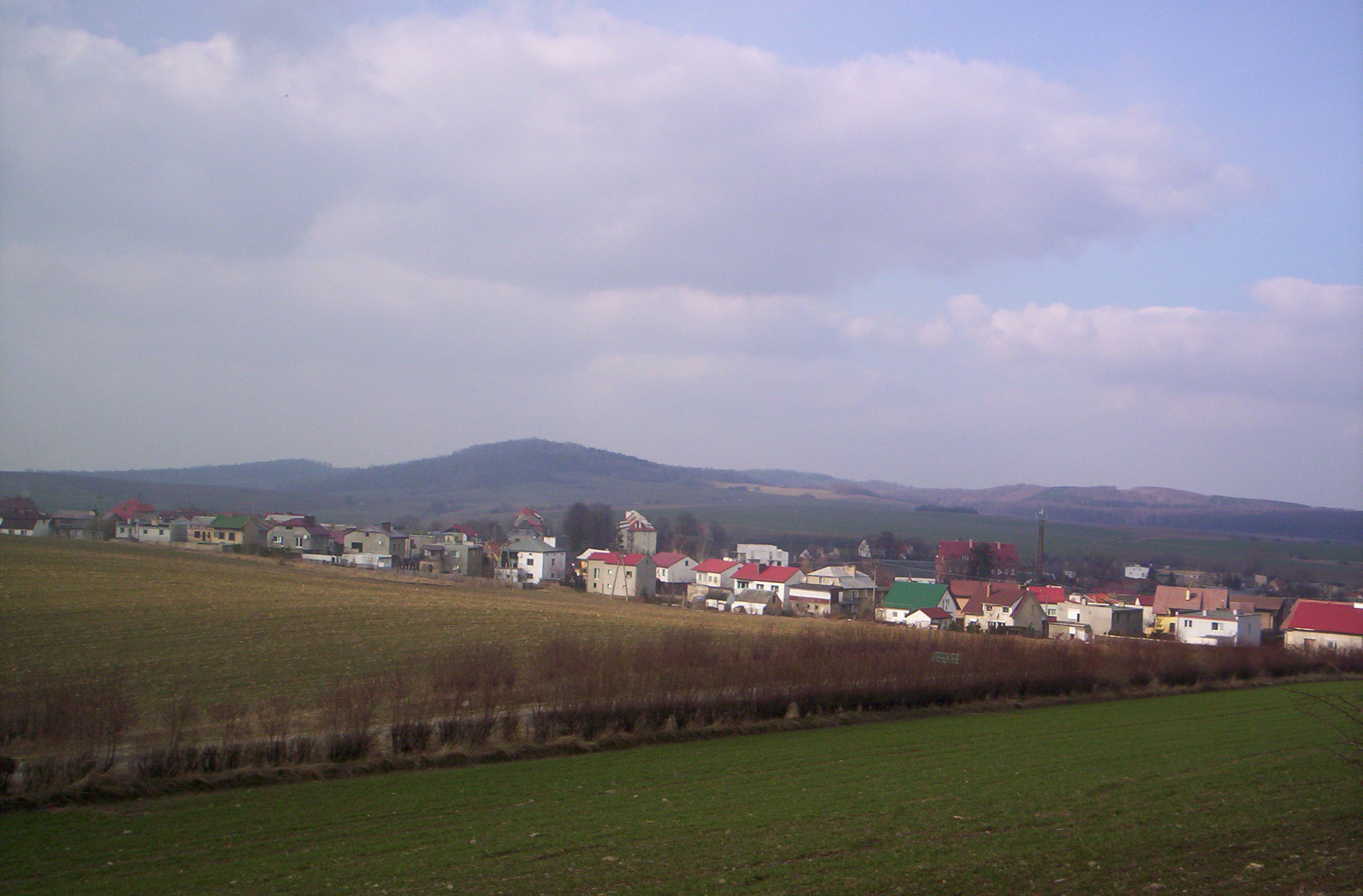
Piława Górna

Piława Górna (do 1947 Zagórze) – dawna gmina wiejska istniejąca w latach 1945–1954 w woj. wrocławskim (dzisiejsze woj. dolnośląskie). Siedzibą władz gminy była wieś Piława Górna.
Gmina Zagórze powstała po II wojnie światowej na terenie tzw. Ziem Odzyskanych (tzw. II okręg administracyjny – Dolny Śląsk). 28 czerwca 1946 gmina – jako jednostka administracyjna powiatu dzierżoniowskiego – weszła w skład nowo utworzonego woj. wrocławskiego. Z końcem 1947 roku nazwę gminy zmieniono na Piława Górna.
Według stanu z 1 lipca 1952 gmina składała się z 6 gromad: Kośmin, Ligota Mała, Nowa Wieś Niemczańska, Piława Górna, Podlesie i Przerzeczyn Zdrój. Gmina została zniesiona 29 września 1954 wraz z reformą wprowadzającą gromady w miejsce gmin. Jednostki nie przywrócono 1 stycznia 1973 wraz z kolejną reformą reaktywującą gminy, a jej dawny obszar wszedł głównie w skład nowej gminy Niemcza.